# TMX
|  | Per a altres significats, vegeu «tiametoxam». |

TMX, acrònim en anglès de Translation Memory eXchange, és una definició de tipus de document (DTD) o estàndard de XML que serveix per a l'intercanvi de memòries de traducció creades amb programes de traducció assistida per ordinador (TAO), creat pel comitè OSCAR (Open Standards for Container/Content Allowing Re-use).
Mitjançant l'aplicació del format TMX és més viable la col·laboració en projectes de traducció de persones o empreses que usen sistemes de traducció assistida diferents seleccionats en funció de les seues necessitats i preferències. El format TMX també fa més fàcil la migració d'un sistema de traducció assistida a un altre, la qual cosa afavoreix la competitivitat entre les tecnologies ofertes i el desenvolupament constant de les mateixes per marcar diferències pel que fa als seus competidors. Com altres estàndards oberts, aquest format es desenvolupa amb vista a reduir els problemes de compatibilitat, impulsar la reutilització dels recursos lingüístics, simplificar l'intercanvi de dades i estimular, d'aquesta manera, la innovació tecnològica (Gómez, 2001)